# Надыбы
Надыбы (укр. Надиби) — село в Бисковичской сельской общине Самборского района Львовской области Украины.
Население по переписи 2001 года составляло 1221 человек. Занимает площадь 1,959 км². Почтовый индекс — 82054. Телефонный код — 3238.